# Кортез
Кортез (на английски: Cortez) е град в окръг Монтесума, щата Колорадо, САЩ. Кортез е с население от 7977 жители (2000) и обща площ от 14,3 km². Намира се на 1887 m надморска височина. ЗИП кодът му е 81321, а телефонният му код е 970.